# Ricardo Rodríguez-Pace
Ricardo Rodríguez-Pace, nacido el 28 de abril de 1993 en la ciudad de Caracas es un tenista profesional venezolano.

## Carrera
Ricardo figuró desde joven a nivel nacional alcanzando a ser el número 1 de Venezuela en categorías junior, así como también destacó en el ranking internacional junior, logrando ser el número 14 de la ITF, venciendo incluso en esta etapa junior al hoy Top 10 de la ATP, Dominic Thiem.
Su mejor ranking individual es el Nº 282  alcanzado el 9 de junio de 2014, mientras que en dobles logró la posición 521 el 6 de enero de 2020.
No ha logrado hasta el momento títulos de la categoría ATP ni de la ATP Challenger Tour, aunque sí ha obtenido varios títulos Futures tanto en individuales como en dobles.

### Copa Davis
Desde el año 2012 es participante del Equipo de Copa Davis de Venezuela. Tiene en esta competición un récord total de partidos ganados/perdidos de 7/1 (7/1 en individuales y 0/0 en dobles).

## Títulos en Futures

### Individual
| Resultado  | N.º | Fecha      | Torneos            | Superficie    | Oponente                        | Resultado        |
| ---------- | --- | ---------- | ------------------ | ------------- | ------------------------------- | ---------------- |
| Campeón    | 1.  | 29.07.2012 | España F21         | Tierra batida | David Souto                     | 3-6, 7-6(4), 6-1 |
| Subcampeón | 1.  | 19.08.2012 | España F24         | Tierra batida | Jose Checa Calvo                | 4-6, 6-3, 2-6    |
| Campeón    | 2.  | 28.10.2012 | Venezuela F4       | Dura          | David Souto                     | 6-4, 5-7, 6-4    |
| Campeón    | 3.  | 21.07.2013 | España F22         | Tierra batida | Alexander Lobkov                | 6-4, 6-3         |
| Campeón    | 4.  | 18.08.2013 | España F26         | Tierra batida | Marc Giner                      | 5-7, 6-1, 6-2    |
| Campeón    | 5.  | 01.12.2013 | Venezuela F8       | Dura          | David Souto                     | 5-7, 6-1, 6-4    |
| Campeón    | 6.  | 01.12.2013 | Grecia F5          | Dura          | Sebastien Boltz                 | 3-6, 7-6(6), 6-2 |
| Subcampeón | 2.  | 27.04.2014 | Grecia F7          | Dura          | Alexander Ward                  | 0-6, 3-6         |
| Campeón    | 7.  | 18.05.2014 | Turquía F16        | Dura          | Jaime Pulgar Garcia             | 6-2, 6-3         |
| Subcampeón | 3.  | 25.05.2014 | Turquía F17        | Dura          | Bastian Trinker                 | 0-6, 6-4, 2-6    |
| Subcampeón | 4.  | 28.09.2014 | Turquía F33        | Dura          | Ramkumar Ramanathan             | 3-6, 0-6         |
| Subcampeón | 5.  | 05.10.2014 | Turquía F34        | Dura          | Jan Hernych                     | 3-6, 5-7         |
| Subcampeón | 6.  | 26.10.2014 | Grecia F9          | Tierra batida | Quentin Halys                   | 3-6, 2-6         |
| Subcampeón | 7.  | 23.11.2014 | Turquía F41        | Dura          | Janez Semrajc                   | 3-6, 6-3, 4-6    |
| Campeón    | 8.  | 22.03.2015 | Turquía F11        | Dura          | Marc Sieber                     | 6-3, 6-0         |
| Campeón    | 9.  | 31.05.2015 | Turquía F21        | Dura          | Sandro Ehra                     | 7-5, 4-6, 6-4    |
| Subcampeón | 8.  | 29.04.2018 | Estados Unidos F12 | Tierra batida | Juan Manuel Benítez Chavarriaga | 5-7, 6-2, 4-6    |
| Campeón    | 10. | 04.11.2018 | Estados Unidos F29 | Tierra batida | Strong Kirchheimer              | 7-6(6), 6-4      |
| Subcampeón | 9.  | 18.11.2018 | Estados Unidos F32 | Tierra batida | Nuno Borges                     | 4-6, 3-6         |
| Subcampeón | 10. | 23.06.2019 | Estados Unidos     | Dura          | Diego Hidalgo                   | 1-6, 4-6         |
| Subcampeón | 11. | 18.08.2019 | México             | Dura          | Gage Brymer                     | 2-6, 4-6         |
| Campeón    | 11. | 06.10.2019 | El Salvador        | Dura          | Jorge Brian Panta               | 4-6, 6-3, 6-4    |
| Subcampeón | 12. | 03.11.2019 | Kuwait             | Dura          | MarkoTepavac                    | 4-6, 2-6         |